# Cofacteur (biochimie)
Pour les articles homonymes, voir Cofacteur.

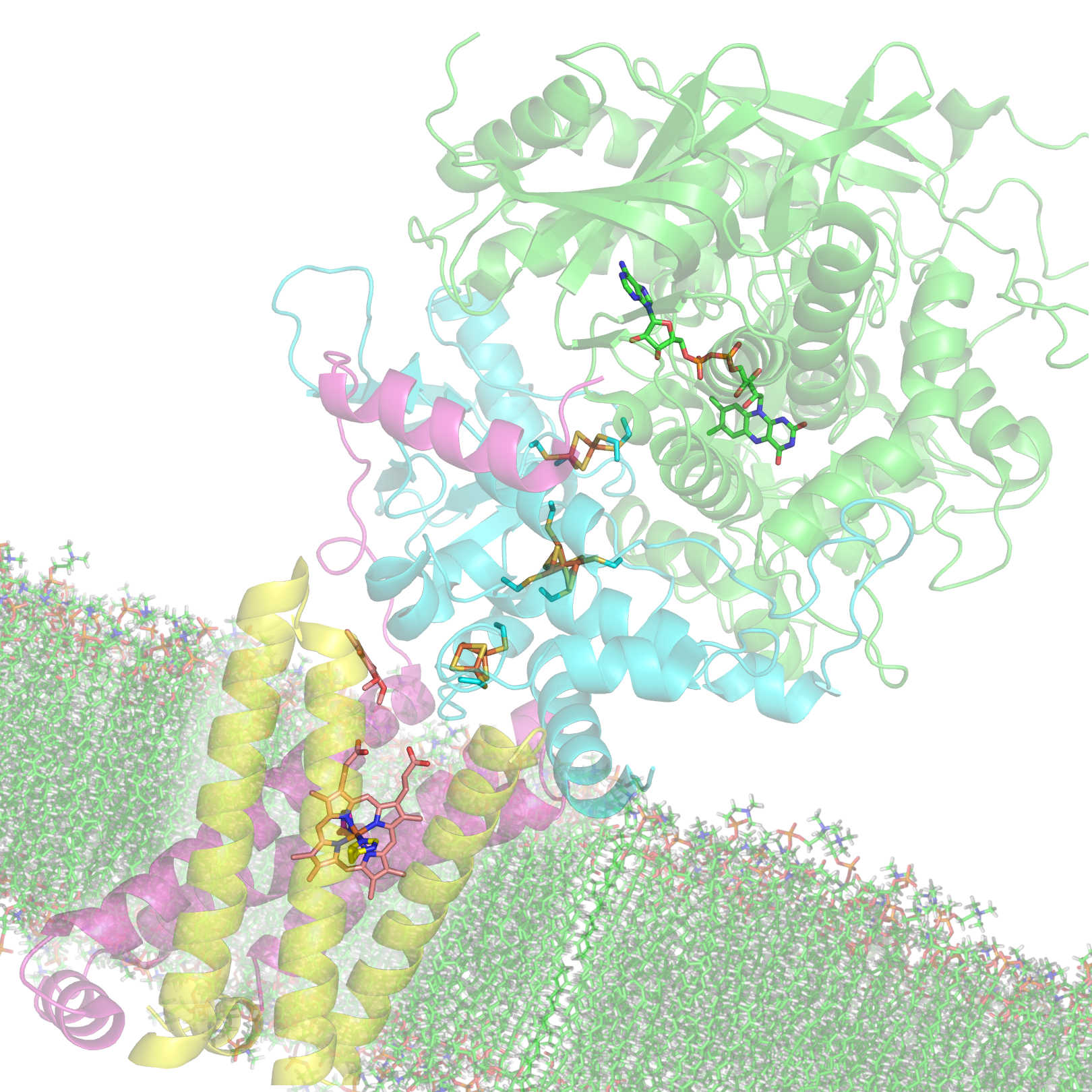
Le complexe succinate déshydrogénase présente plusieurs cofacteurs : flavine, centres fer-soufre et hème.

En biochimie, un cofacteur est un composé chimique non protéique mais qui est nécessaire à l'activité biologique d'une protéine, le plus souvent une enzyme. Les cofacteurs interviennent fréquemment dans la réaction catalytique et peuvent être considérés comme des « molécules d'assistance » aidant aux transformations biochimiques.
Les cofacteurs peuvent être classés en deux catégories : 
- les ions métalliques et les clusters métalliques[1]. Ces derniers peuvent participer à des réactions d'oxydoréduction et de transfert d'électron, contribuer à la stabilité de la protéine et/ou intervenir dans l'activation de molécules d'eau[2] ;
- les coenzymes qui sont des molécules organiques pouvant contenir des ions métalliques. Elles sont indispensables à l'activité d'enzymes et peuvent être classées selon leur mode de liaison à l'enzyme : 
  - les coenzymes faiblement liés à l'enzyme (liaison hydrogène ou ionique) ;
  - les coenzymes fortement liés à l'enzyme (liaison covalente) seront appelés groupements prosthétiques.

Certaines sources limitent l'usage du terme « cofacteur » aux substances inorganiques,. Le rôle des ions métalliques est d'interprétation délicate : certains semblent peu importants (Mg2+ dans l'ATP), d'autres sont essentiels et centraux à la réaction enzymatique (Fe2+ ou Fe3+ dans les oxydoréductases) rendant la notion de cofacteur discutable. 
Une enzyme inactive, sans cofacteur, est appelée apoenzyme ; alors que l'enzyme « complète », avec cofacteur, est appelée holoenzyme[réf. nécessaire].
Certaines enzymes ou certains complexes enzymatiques nécessitent plusieurs cofacteurs, comme le complexe multi-enzymatique pyruvate déshydrogénase. Ce complexe enzymatique au carrefour de la glycolyse et du cycle de Krebs requiert cinq cofacteurs organiques, des groupements prosthétiques la thiamine pyrophosphate (TPP), le lipoamide et la flavine adénine dinucléotide (FAD), des coenzymes libres ou liées faiblement nicotinamide adénine dinucléotide (NAD+) et un coenzyme lié à un substrat le coenzyme A (CoA), et un cofacteur ion métallique (Mg2+).
Les cofacteurs organiques sont souvent des vitamines ou des dérivés de vitamines. Beaucoup contiennent le nucléotide adénosine monophosphate (AMP) dans leur structure, comme l'ATP, le coenzyme A, la FAD et NAD+. Cette structure commune peut refléter une origine évolutive commune en tant qu'élément de ribozymes dans une ancienne biologie basée sur l'ARN[réf. nécessaire]. L'hypothèse a été faite que la partie AMP de la molécule pourrait être considérée comme une sorte de « poignée » par laquelle l'enzyme peut « saisir » le coenzyme et le faire basculer entre les différents centres catalytiques.